# Cioara
Cioara è un comune della Moldavia situato nel distretto di Hîncești di 2.362 abitanti al censimento del 2004